# Административно-территориальное деление Касимовского района

Касимовский район на карте Рязанской области

Карта Касимовского района

Касимовский район в рамках административно-территориального устройства включает 3 посёлка городского типа и 21 сельский округ.
В рамках организации местного самоуправления, муниципальный район делится на 24 муниципальных образования, в том числе 3 городских и 21 сельское поселение:
1. Елатомское городское поселение (р.п. Елатьма)
2. Лашманское городское поселение (р.п. Лашма)
3. Сынтульское городское поселение (р. п. Сынтул)
4. Ардабьевское сельское поселение (с. Ардабьево)
5. Ахматовское сельское поселение (д. Ахматово)
6. Булгаковское сельское поселение (д. Булгаково)
7. Гиблицкое сельское поселение (с. Гиблицы)
8. Гусевское городское поселение (р.п. Гусь-Железный)
9. Дмитриевское сельское поселение (с. Дмитриево)
10. Ермоловское сельское поселение (с. Ермолово)
11. Ибердусское сельское поселение (с. Ибердус)
12. Китовское сельское поселение (с. Китово)
13. Клетинское сельское поселение (д. Клетино)
14. Которовское сельское поселение (с. Которово)
15. Крутоярское сельское поселение (п. Крутоярский)
16. Лощининское сельское поселение (д. Лощинино)
17. Новодеревенское сельское поселение (д. Новая Деревня)
18. Овчинниковское сельское поселение (д. Овчинниково)
19. Первинское сельское поселение (с. Перво)
20. Погостинское сельское поселение (с. Погост)
21. Савостьяновское сельское поселение (с. Савостьяново)
22. Токаревское сельское поселение (с. Токарево)
23. Торбаевское сельское поселение (с. Торбаево)
24. Шостьинское сельское поселение (с. Шостье).

Посёлок городского типа (с подчинёнными населёнными пунктами) соответствует городскому поселению, сельский округ — сельскому поселению.

## Формирование муниципальных образований
В результате муниципальной реформы к 2006 году на территории 27 сельских округов было образовано 21 сельское поселение.
| Административно-территориальная единица | Населённый пункт                  | Муниципальное образование                                                         |
| --------------------------------------- | --------------------------------- | --------------------------------------------------------------------------------- |
| Ардабьевский сельский округ             | Ардабьево                         | Ардабьевское сельское поселение                                                   |
| Ардабьевский сельский округ             | Жуково                            | Ардабьевское сельское поселение                                                   |
| Ардабьевский сельский округ             | Николаевка                        | Ардабьевское сельское поселение                                                   |
| Ардабьевский сельский округ             | Свищево                           | Ардабьевское сельское поселение                                                   |
| Ахматовский сельский округ              | Ахматово                          | Ахматовское сельское поселение                                                    |
| Ахматовский сельский округ              | Беркеево                          | Ахматовское сельское поселение                                                    |
| Ахматовский сельский округ              | Карамышево                        | Ахматовское сельское поселение                                                    |
| Ахматовский сельский округ              | Кучуково                          | Ахматовское сельское поселение                                                    |
| Ахматовский сельский округ              | Мунтово                           | Ахматовское сельское поселение                                                    |
| Ахматовский сельский округ              | Поляны                            | Ахматовское сельское поселение                                                    |
| Ахматовский сельский округ              | Поповка                           | Ахматовское сельское поселение                                                    |
| Ахматовский сельский округ              | Поповские Выселки                 | Ахматовское сельское поселение                                                    |
| Ахматовский сельский округ              | Селищи                            | Ахматовское сельское поселение                                                    |
| Ахматовский сельский округ              | Темгенево                         | Ахматовское сельское поселение                                                    |
| Ахматовский сельский округ              | Уланова Гора                      | Ахматовское сельское поселение                                                    |
| Ахматовский сельский округ              | Халымово                          | Ахматовское сельское поселение                                                    |
| Ахматовский сельский округ              | Четаево                           | Ахматовское сельское поселение                                                    |
| Ахматовский сельский округ              | Шегашаново                        | Ахматовское сельское поселение                                                    |
| Балушево-Починковский сельский округ    | Ананьино                          | Балушево-Починковское сельское поселение                                          |
| Балушево-Починковский сельский округ    | Балушевы Починки                  | Балушево-Починковское сельское поселение                                          |
| Балушево-Починковский сельский округ    | Сеитово                           | Балушево-Починковское сельское поселение                                          |
| Балушево-Починковский сельский округ    | Толстиково                        | Балушево-Починковское сельское поселение                                          |
| Булгаковский сельский округ             | Алёшино                           | Булгаковское сельское поселение                                                   |
| Булгаковский сельский округ             | Антоново                          | Булгаковское сельское поселение                                                   |
| Булгаковский сельский округ             | Булгаково                         | Булгаковское сельское поселение                                                   |
| Булгаковский сельский округ             | Вырково                           | Булгаковское сельское поселение                                                   |
| Булгаковский сельский округ             | Гаврино                           | Булгаковское сельское поселение                                                   |
| Булгаковский сельский округ             | Даньково                          | Булгаковское сельское поселение                                                   |
| Булгаковский сельский округ             | Земское                           | Булгаковское сельское поселение                                                   |
| Булгаковский сельский округ             | Кауровка                          | Булгаковское сельское поселение                                                   |
| Булгаковский сельский округ             | Кондраково                        | Булгаковское сельское поселение                                                   |
| Булгаковский сельский округ             | Коростино                         | Булгаковское сельское поселение                                                   |
| Булгаковский сельский округ             | Мимишкино                         | Булгаковское сельское поселение                                                   |
| Булгаковский сельский округ             | Озерный                           | Булгаковское сельское поселение                                                   |
| Булгаковский сельский округ             | Пахомово                          | Булгаковское сельское поселение                                                   |
| Булгаковский сельский округ             | Савино                            | Булгаковское сельское поселение                                                   |
| Булгаковский сельский округ             | Телеши                            | Булгаковское сельское поселение                                                   |
| Булгаковский сельский округ             | Царицыно                          | Булгаковское сельское поселение                                                   |
| Булгаковский сельский округ             | Ярыгино                           | Булгаковское сельское поселение                                                   |
| Гиблицкий сельский округ                | Барсуково                         | Гиблицкое сельское поселение                                                      |
| Гиблицкий сельский округ                | Гиблицы                           | Гиблицкое сельское поселение                                                      |
| Гиблицкий сельский округ                | Озерки                            | Гиблицкое сельское поселение                                                      |
| Гиблицкий сельский округ                | Петрушово                         | Гиблицкое сельское поселение                                                      |
| Гиблицкий сельский округ                | Степаново                         | Гиблицкое сельское поселение                                                      |
| Администрация пгт Гусь-Железный         | Гусь-Железный                     | Гусевское городское поселение                                                     |
| Администрация пгт Гусь-Железный         | Красная Нива                      | Гусевское городское поселение                                                     |
| Администрация пгт Гусь-Железный         | Лався                             | Гусевское городское поселение                                                     |
| Администрация пгт Гусь-Железный         | Чаур                              | Гусевское городское поселение                                                     |
| Администрация пгт Гусь-Железный         | Чуликса                           | Гусевское городское поселение                                                     |
| Дмитриевский сельский округ             | Арполово                          | Дмитриевское сельское поселение                                                   |
| Дмитриевский сельский округ             | Балобаново                        | Дмитриевское сельское поселение                                                   |
| Дмитриевский сельский округ             | Бигзино                           | Дмитриевское сельское поселение                                                   |
| Дмитриевский сельский округ             | Большой Мутор                     | Дмитриевское сельское поселение                                                   |
| Дмитриевский сельский округ             | Варваровка                        | Дмитриевское сельское поселение                                                   |
| Дмитриевский сельский округ             | Выкуши                            | Дмитриевское сельское поселение                                                   |
| Дмитриевский сельский округ             | Выропаево                         | Дмитриевское сельское поселение                                                   |
| Дмитриевский сельский округ             | Данево                            | Дмитриевское сельское поселение                                                   |
| Дмитриевский сельский округ             | Дмитриево                         | Дмитриевское сельское поселение                                                   |
| Дмитриевский сельский округ             | Коверское                         | Дмитриевское сельское поселение                                                   |
| Дмитриевский сельский округ             | Малый Мутор                       | Дмитриевское сельское поселение                                                   |
| Дмитриевский сельский округ             | Марьино Данево                    | Дмитриевское сельское поселение                                                   |
| Дмитриевский сельский округ             | Селиваново                        | Дмитриевское сельское поселение                                                   |
| Дмитриевский сельский округ             | Семенчуково                       | Дмитриевское сельское поселение                                                   |
| Администрация пгт Елатьма               | Елатьма                           | Елатомское городское поселение                                                    |
| Администрация пгт Елатьма               | Ласинский                         | Елатомское городское поселение                                                    |
| Администрация пгт Елатьма               | Марсевский                        | Елатомское городское поселение                                                    |
| Администрация пгт Елатьма               | Центрального отделения свх «Маяк» | Елатомское городское поселение                                                    |
| Администрация пгт Елатьма               | Черновский                        | Елатомское городское поселение                                                    |
| Ермоловский сельский округ              | Ермолово                          | Ермоловское сельское поселение                                                    |
| Ермоловский сельский округ              | Квасьево                          | Ермоловское сельское поселение                                                    |
| Ермоловский сельский округ              | Курмыш                            | Ермоловское сельское поселение                                                    |
| Ермоловский сельский округ              | Самышка                           | Ермоловское сельское поселение                                                    |
| Ермоловский сельский округ              | Урдово                            | Ермоловское сельское поселение                                                    |
| Пустынский сельский округ               | Аксеново                          | Ермоловское сельское поселение                                                    |
| Пустынский сельский округ               | Инкино                            | Ермоловское сельское поселение                                                    |
| Пустынский сельский округ               | Назарово                          | Ермоловское сельское поселение                                                    |
| Пустынский сельский округ               | Пустынь                           | Ермоловское сельское поселение                                                    |
| Пустынский сельский округ               | Скобелево                         | Ермоловское сельское поселение                                                    |
| Пустынский сельский округ               | Холопово                          | Ермоловское сельское поселение                                                    |
| Ибердусский сельский округ              | Дуброво                           | Ибердусское сельское поселение                                                    |
| Ибердусский сельский округ              | Ибердус                           | Ибердусское сельское поселение                                                    |
| Ибердусский сельский округ              | Новики                            | Ибердусское сельское поселение                                                    |
| Ибердусский сельский округ              | Тимохино                          | Ибердусское сельское поселение                                                    |
| Ибердусский сельский округ              | Чаруши                            | Ибердусское сельское поселение                                                    |
| Китовский сельский округ                | Китово                            | Китовское сельское поселение                                                      |
| Китовский сельский округ                | Китово                            | Китовское сельское поселение                                                      |
| Китовский сельский округ                | Кочемары                          | Китовское сельское поселение                                                      |
| Китовский сельский округ                | Ленино                            | Китовское сельское поселение                                                      |
| Китовский сельский округ                | Урядино                           | Китовское сельское поселение                                                      |
| Лубяникский сельский округ              | Дворики                           | Китовское сельское поселение                                                      |
| Лубяникский сельский округ              | Ламша                             | Китовское сельское поселение                                                      |
| Лубяникский сельский округ              | Лубяники                          | Китовское сельское поселение                                                      |
| Лубяникский сельский округ              | Чарус                             | Китовское сельское поселение                                                      |
| Клетинский сельский округ               | Клетино                           | Клетинское сельское поселение                                                     |
| Которовский сельский округ              | Которово                          | Которовское сельское поселение                                                    |
| Которовский сельский округ              | Крюково                           | Которовское сельское поселение                                                    |
| Которовский сельский округ              | Ларино                            | Которовское сельское поселение                                                    |
| Которовский сельский округ              | Полутино                          | Которовское сельское поселение                                                    |
| Любовниковский сельский округ           | Ватранцы                          | Которовское сельское поселение                                                    |
| Любовниковский сельский округ           | Высоково                          | Которовское сельское поселение                                                    |
| Любовниковский сельский округ           | Любовниково                       | Которовское сельское поселение                                                    |
| Любовниковский сельский округ           | Марсево                           | Которовское сельское поселение                                                    |
| Любовниковский сельский округ           | Полянки                           | Которовское сельское поселение                                                    |
| Крутоярский сельский округ              | Басово                            | Крутоярское сельское поселение                                                    |
| Крутоярский сельский округ              | Бучнево                           | Крутоярское сельское поселение                                                    |
| Крутоярский сельский округ              | Крутоярский                       | Крутоярское сельское поселение                                                    |
| Крутоярский сельский округ              | Малеево                           | Крутоярское сельское поселение                                                    |
| Крутоярский сельский округ              | Морозово                          | Крутоярское сельское поселение                                                    |
| Крутоярский сельский округ              | Николаевское                      | Крутоярское сельское поселение                                                    |
| Крутоярский сельский округ              | Новляны                           | Крутоярское сельское поселение                                                    |
| Крутоярский сельский округ              | Пальчинки                         | Крутоярское сельское поселение                                                    |
| Крутоярский сельский округ              | Телебукино                        | Крутоярское сельское поселение                                                    |
| Крутоярский сельский округ              | Фроловское                        | Крутоярское сельское поселение                                                    |
| Крутоярский сельский округ              | Чернышово                         | Крутоярское сельское поселение                                                    |
| Крутоярский сельский округ              | Шульгино                          | Крутоярское сельское поселение                                                    |
|                                         | Лашма                             | Лашманское городское поселение (с 12 мая 2014 года Лашманское сельское поселение) |
| Лощининский сельский округ              | Акапово                           | Лощининское сельское поселение                                                    |
| Лощининский сельский округ              | Аниково                           | Лощининское сельское поселение                                                    |
| Лощининский сельский округ              | Баженово                          | Лощининское сельское поселение                                                    |
| Лощининский сельский округ              | Залесное                          | Лощининское сельское поселение                                                    |
| Лощининский сельский округ              | Клоково                           | Лощининское сельское поселение                                                    |
| Лощининский сельский округ              | Лощинино                          | Лощининское сельское поселение                                                    |
| Лощининский сельский округ              | Макковеево                        | Лощининское сельское поселение                                                    |
| Лощининский сельский округ              | Перхурово                         | Лощининское сельское поселение                                                    |
| Лощининский сельский округ              | Самылово                          | Лощининское сельское поселение                                                    |
| Новодеревенский сельский округ          | Большой Кусмор                    | Новодеревенское сельское поселение                                                |
| Новодеревенский сельский округ          | Лазарево                          | Новодеревенское сельское поселение                                                |
| Новодеревенский сельский округ          | Монцево                           | Новодеревенское сельское поселение                                                |
| Новодеревенский сельский округ          | Новая Деревня                     | Новодеревенское сельское поселение                                                |
| Новодеревенский сельский округ          | Сабурово                          | Новодеревенское сельское поселение                                                |
| Новодеревенский сельский округ          | Сосновка                          | Новодеревенское сельское поселение                                                |
| Щербатовский сельский округ             | Нарышкино                         | Новодеревенское сельское поселение                                                |
| Щербатовский сельский округ             | Щербатовка                        | Новодеревенское сельское поселение                                                |
| Овчинниковский сельский округ           | Ашуково                           | Овчинниковское сельское поселение                                                 |
| Овчинниковский сельский округ           | Бабино-Булыгино                   | Овчинниковское сельское поселение                                                 |
| Овчинниковский сельский округ           | Бочкари                           | Овчинниковское сельское поселение                                                 |
| Овчинниковский сельский округ           | Волково                           | Овчинниковское сельское поселение                                                 |
| Овчинниковский сельский округ           | Касимов                           | Овчинниковское сельское поселение                                                 |
| Овчинниковский сельский округ           | Макеенки                          | Овчинниковское сельское поселение                                                 |
| Овчинниковский сельский округ           | Марьино-Заречное                  | Овчинниковское сельское поселение                                                 |
| Овчинниковский сельский округ           | Неклюдово                         | Овчинниковское сельское поселение                                                 |
| Овчинниковский сельский округ           | Овчинники                         | Овчинниковское сельское поселение                                                 |
| Овчинниковский сельский округ           | Селизово                          | Овчинниковское сельское поселение                                                 |
| Овчинниковский сельский округ           | Ташенка                           | Овчинниковское сельское поселение                                                 |
| Овчинниковский сельский округ           | Чернышово-Починки                 | Овчинниковское сельское поселение                                                 |
| Первинский сельский округ               | Баишево                           | Первинское сельское поселение                                                     |
| Первинский сельский округ               | Бетино                            | Первинское сельское поселение                                                     |
| Первинский сельский округ               | Василево                          | Первинское сельское поселение                                                     |
| Первинский сельский округ               | Давыдово                          | Первинское сельское поселение                                                     |
| Первинский сельский округ               | Ерденево                          | Первинское сельское поселение                                                     |
| Первинский сельский округ               | Жданово                           | Первинское сельское поселение                                                     |
| Первинский сельский округ               | Колубердеево                      | Первинское сельское поселение                                                     |
| Первинский сельский округ               | Мальцево                          | Первинское сельское поселение                                                     |
| Первинский сельский округ               | Некрасовка                        | Первинское сельское поселение                                                     |
| Первинский сельский округ               | Перво                             | Первинское сельское поселение                                                     |
| Первинский сельский округ               | Поздняково                        | Первинское сельское поселение                                                     |
| Первинский сельский округ               | Савино                            | Первинское сельское поселение                                                     |
| Первинский сельский округ               | Чинур                             | Первинское сельское поселение                                                     |
| Первинский сельский округ               | Шемякино                          | Первинское сельское поселение                                                     |
| Погостинский сельский округ             | Анемнясево                        | Погостинское сельское поселение                                                   |
| Погостинский сельский округ             | Бельково                          | Погостинское сельское поселение                                                   |
| Погостинский сельский округ             | Белясево                          | Погостинское сельское поселение                                                   |
| Погостинский сельский округ             | Забелино                          | Погостинское сельское поселение                                                   |
| Погостинский сельский округ             | Левино                            | Погостинское сельское поселение                                                   |
| Погостинский сельский округ             | Погост                            | Погостинское сельское поселение                                                   |
| Погостинский сельский округ             | Полухтино                         | Погостинское сельское поселение                                                   |
| Погостинский сельский округ             | Полухтино                         | Погостинское сельское поселение                                                   |
| Погостинский сельский округ             | Черново-Шеенки                    | Погостинское сельское поселение                                                   |
| Савостьяновский сельский округ          | Алеево                            | Савостьяновское сельское поселение                                                |
| Савостьяновский сельский округ          | Алферьево                         | Савостьяновское сельское поселение                                                |
| Савостьяновский сельский округ          | Верхняя Козлань                   | Савостьяновское сельское поселение                                                |
| Савостьяновский сельский округ          | Еспинки                           | Савостьяновское сельское поселение                                                |
| Савостьяновский сельский округ          | Иванчино                          | Савостьяновское сельское поселение                                                |
| Савостьяновский сельский округ          | Кислово                           | Савостьяновское сельское поселение                                                |
| Савостьяновский сельский округ          | Ласино                            | Савостьяновское сельское поселение                                                |
| Савостьяновский сельский округ          | Мишуково                          | Савостьяновское сельское поселение                                                |
| Савостьяновский сельский округ          | Савостьяново                      | Савостьяновское сельское поселение                                                |
| Савостьяновский сельский округ          | Фомино                            | Савостьяновское сельское поселение                                                |
|                                         | Сынтул                            | Сынтульское городское поселение                                                   |
| Токаревский сельский округ              | Бреево                            | Токаревское сельское поселение                                                    |
| Токаревский сельский округ              | Захарово                          | Токаревское сельское поселение                                                    |
| Токаревский сельский округ              | Лом                               | Токаревское сельское поселение                                                    |
| Токаревский сельский округ              | Сидорово                          | Токаревское сельское поселение                                                    |
| Токаревский сельский округ              | Сорокино                          | Токаревское сельское поселение                                                    |
| Токаревский сельский округ              | Токарево                          | Токаревское сельское поселение                                                    |
| Токаревский сельский округ              | Шепелево                          | Токаревское сельское поселение                                                    |
| Кольдюковский сельский округ            | Барсуки                           | Торбаевское сельское поселение                                                    |
| Кольдюковский сельский округ            | Кольдюки                          | Торбаевское сельское поселение                                                    |
| Кольдюковский сельский округ            | Сиданово                          | Торбаевское сельское поселение                                                    |
| Кольдюковский сельский округ            | Шемордино                         | Торбаевское сельское поселение                                                    |
| Торбаевский сельский округ              | Баромыково                        | Торбаевское сельское поселение                                                    |
| Торбаевский сельский округ              | Болотцы                           | Торбаевское сельское поселение                                                    |
| Торбаевский сельский округ              | Кульчуково                        | Торбаевское сельское поселение                                                    |
| Торбаевский сельский округ              | Мотказино                         | Торбаевское сельское поселение                                                    |
| Торбаевский сельский округ              | Подлипки                          | Торбаевское сельское поселение                                                    |
| Торбаевский сельский округ              | Рылово                            | Торбаевское сельское поселение                                                    |
| Торбаевский сельский округ              | Самуиловка                        | Торбаевское сельское поселение                                                    |
| Торбаевский сельский округ              | Торбаево                          | Торбаевское сельское поселение                                                    |
| Торбаевский сельский округ              | Федоровка                         | Торбаевское сельское поселение                                                    |
| Торбаевский сельский округ              | Чернецы                           | Торбаевское сельское поселение                                                    |
| Сиверский сельский округ                | Волчкарь                          | Шостьинское сельское поселение                                                    |
| Сиверский сельский округ                | Гарь                              | Шостьинское сельское поселение                                                    |
| Сиверский сельский округ                | Дронино                           | Шостьинское сельское поселение                                                    |
| Сиверский сельский округ                | Лесной                            | Шостьинское сельское поселение                                                    |
| Сиверский сельский округ                | Сиверка                           | Шостьинское сельское поселение                                                    |
| Шостьинский сельский округ              | Анатольевка                       | Шостьинское сельское поселение                                                    |
| Шостьинский сельский округ              | Кулово                            | Шостьинское сельское поселение                                                    |
| Шостьинский сельский округ              | Шостье                            | Шостьинское сельское поселение                                                    |

В 2014 году Лашманское городское поселение было преобразовано в Лашманское сельское поселение.
В 2017 году было упразднено Балушево-Починковское сельское поселение и включено в Первинское сельское поселение.